# Lijst van rijksmonumenten in Raren
De plaats Raren telt 12 inschrijvingen in het rijksmonumentenregister. Hieronder een overzicht.
| Object | Oorspronkelijke functie? | Bouwjaar              | Architect | Locatie              | Coördinaten?                  | Nr.?  | Afbeelding |
| --- | ------------------------ | --------------------- | --------- | -------------------- | ----------------------------- | ----- | --- |
| Huis met verdieping en zadeldak | Woonhuis                 | eerste helft 19e eeuw |           | Epenerbaan 6         | 50° 46' 3" NB, 5° 59' 32" OL  | 36689 | Huis met verdieping en zadeldak |
| Perceelsgedeelte van huis met verdieping en zadeldak                                                                                          | Onderdeel woningen e.d.  | eerste helft 19e eeuw |           | Epenerbaan 4         | 50° 46' 4" NB, 5° 59' 32" OL  | 36690 | Perceelsgedeelte van huis met verdieping en zadeldak                                                                                          |
| Hoeve van baksteen | Boerderij                | 18e eeuw              |           | Rarenderstraat 24    | 50° 45' 60" NB, 5° 59' 24" OL | 36691 | Meer afbeeldingen |
| Vakwerkhuis met Andreaskruizen | Boerderij                | 17e eeuw              |           | Rarenderstraat 19    | 50° 46' 1" NB, 5° 59' 22" OL  | 36692 | Meer afbeeldingen |
| Vakwerkhuis met verdieping en zadeldak | Boerderij                | 19e eeuw              |           | Rarenderstraat 45    | 50° 45' 53" NB, 5° 59' 24" OL | 36693 | Meer afbeeldingen |
| Vakwerkhoeve in haakvorm | Boerderij                | 18e eeuw              |           | Rarenderstraat 57    | 50° 45' 44" NB, 5° 59' 15" OL | 36695 | Meer afbeeldingen |
| Vakwerkhuis | Boerderij                | 17e eeuw              |           | Rarenderstraat 71    | 50° 45' 39" NB, 5° 59' 18" OL | 36696 | Meer afbeeldingen |
| Huis van vakwerk met andreaskruizen | Boerderij                | eerste helft 17e eeuw |           | Rarenderstraat 73    | 50° 45' 38" NB, 5° 59' 18" OL | 36697 | Meer afbeeldingen |
| Gaaf als schuur functionerend vakwerkhuis op rechthoekige plattegrond, zonder verdieping en onder met blauwe hollandse pannen gedekt zadeldak | Woonhuis                 | 19e eeuw              |           | Lange Bosweg 14      | 50° 46' 2" NB, 5° 59' 17" OL  | 46961 | Gaaf als schuur functionerend vakwerkhuis op rechthoekige plattegrond, zonder verdieping en onder met blauwe hollandse pannen gedekt zadeldak |
| Vakwerkhuis | Boerderij                | 18e eeuw              |           | Meelenbroekerweg 3-5 | 50° 45' 34" NB, 5° 59' 16" OL | 46962 | Meer afbeeldingen |
| Vakwerkhuis | Boerderij                | 19e eeuw              |           | Rarenderstraat 63    | 50° 45' 43" NB, 5° 59' 16" OL | 46963 | Vakwerkhuis |
| Vakwerkboerderij | Boerderij                | 18e/19e eeuw          |           | Rarenderstraat 65    | 50° 45' 43" NB, 5° 59' 17" OL | 46964 | Vakwerkboerderij |